# Medroussa
Medroussa (în arabă مدروسة) este o comună din provincia Tiaret, Algeria.
Populația comunei este de 11.428 de locuitori (2008).